# A 20. honvéd gyalogezred emlékműve

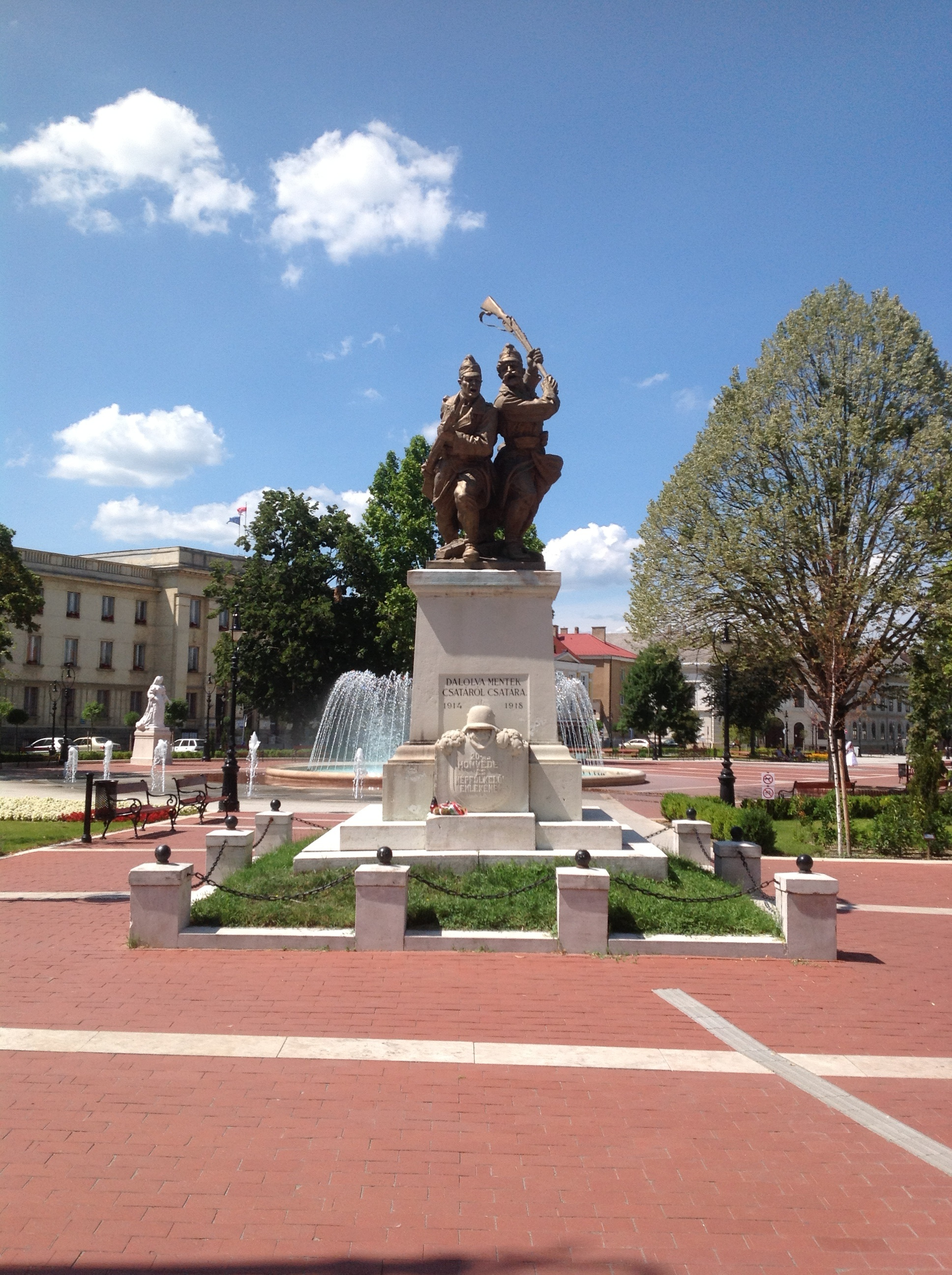
A 20. honvéd gyalogezred emlékműve

A 20. honvéd gyalogezred emlékműve a nagykanizsai Erzsébet tér délkeleti sarkán áll. Hybl József alkotása az ezred első világháborúban elesett hősi halottainak állít emléket. A háborút túlélt bajtársak adományaiból, Budapesten, a Vigadóban tartott díszhangverseny jövedelméből és a városi tanács hozzájárulásából gyűlt össze az emlékműalap. A szobor elkészítésére 1929. június 6-án kiírt pályázaton indult Istók János, Hybl József, Thúry Jobbágy Miklós, de megbízás útján elvállalta volna Kisfaludi Strobl Zsigmond és Zala György is. A 9 szoborterv közül végül a “Dalolva mentek csatáról csatára” jeligés tervet fogadták el, Hybl József alkotását. A szobor helyét először a Deák téren, majd hosszú vita után az Erzsébet téren jelölték ki. A bronz szobormű a rohamra induló öreg népfelkelőt és a fiatal honvédet ábrázolja. Felirata a győztes pályázat jeligéje maradt: “Dalolva mentek csatáról csatára 1914–1918.” és “A 20-as Honvédek és Népfelkelők emlékének”. Haraszti mészkőből készült talapzat két oldalán az ezred által vívott csaták helyeit örökítették meg. A szobrot mészkőből és kovácsoltvasból készült kerítés vette körül. Az emlékmű témájához kapcsolódott a kertészeti kiképzés is, virágokból kirakva a Szózat sorai voltak olvashatók: “Még jőni kell, még jőni fog egy jobb kor”. Az ünnepi leleplező beszédet 1930. június 1-jén József főherceg mondta. Az emlékmű 1965-ben a Széchenyi térre, majd a Hevesi Sándor Művelődési Központ építésekor a Sétakertbe került át. 1993-ban helyezték vissza eredeti helyére, az Erzsébet térre. Az áttelepítési terveket Berkes József készítette, a kivitelezést és a rekonstrukciós munkákat a KOBO Kőfeldolgozó Bt. végezte. Ünnepélyes átadására 1993. október 23-án került sor. 1997-ben egy kőoszlopos alacsony kerítést helyeztek el az emlékmű körül, mely szintén a KOBO Bt. munkája.

## Az emlékmű 1930. június 1-jén tartott első felavatása
A Magyar Távirati Iroda az alábbi módon számolt be az emlékmű leleplezéséről.
"Vasárnap leplezték le ünnepélyes keretek között a nagykanizsai volt 20. honvéd gyalogezred 10000 elesett hősének emlékét megörökítő emlékszobrot. A lobogódíszt öltött városba az ünnepségre érkezett vitéz báró uzsoki Szurmay Sándor altábornagy, nyugalmazott honvédelmi miniszter, az ezred volt tulajdonosa, Gyömörey György főispán, Bődy Zoltán alispán és még számos katonai és polgári előkelőség, továbbá a volt 20. honvéd gyalogezred sok régi tagja. Délelőtt 9 órakor Tihanyból autón megérkezett József királyi herceg is, akit a varos határában Gyömörey György főispán, a városháza kapujában pedig Krátky István dr. polgármester üdvözölt.
A zsidó vallású hősi halottak emléktáblájának megkoszorúzása után a plébániatemplomban vitéz Mándoky Sándor, ny. tábori főesperes mondott misét és istentiszteletet tartottak a többi felekezetek templomaiban is. A leleplezési ünnepség 11 órakor kezdődött az Erzsébet téren több mint 10000 főnyi közönség jelenlétében. Szurmay Sándor altábornagy az összes 20-as honvédek nevében köszönetet mondott József főhercegnek megjelenéséért.
József királyi herceg szavaira lehullott a lepel az emlékszoborról, amely azt a pillanatot örökíti meg, amidőn a fiatal honvéd és az idős népfelkelő utolsó rohamot intéz az ellenség ellen. Az emlékmű Hybl József kispesti szobrászművész kitűnően sikerült alkotása.
A húszas honvédek – mondotta József királyi herceg – a háború alatt dicsőségről dicsőséget halmozva küzdöttek, és mint minden magyar csapat, ők is tökéletesen végezték el a rájuk bízott feladatot. Sokszor előfordult hogy legkétségbeejtőbb helyzetben, maroknyira lefogyott magyar csapatot hoztak és ez javunkra döntötte el a küzdelmet. Innen van az a tengernyi magyar vér, amely folyt, midőn az utolsó reménységet, hitet és bizalmat a magyar csapatba kellett helyezni. A magyar csapatok nem tehetnek arról, hogy a háborút elvesztettük, mert itthon minden összeomlott. Ínség és nyomor van e hazában és én mégis mondom, hogy él még a magyar lélek, a húszas honvédek lelke, amely a legnehezebb helyzetben is hirdeti, hogy ahol magyar van, ott nem lehet baj. Minden tél után jön – csak a mi trianoni telünk után ne jöjjön tavasz? Fogjunk össze, legyünk osztály-és rangkülönbség nélkül magyar testvérek, dolgozzunk szent célunkért: Magyarország felépítéséért, Magyarország feltámadásáért. Ez a szobor figyelmezteti a magyarokat, hogy él még a magyar hősiesség. Adja a mindenható, hogy a hősi szobor pár éven belül távolabb legyen a határtól, mint ma.
A közönség lelkes éljenzéssel fogadta a királyi herceg beszédét, majd Gyömörey György főispán, az ünnepélyen való megjelenésben akadályozott miniszterelnök nevében adott kifejezést kegyeletének. Ezután Krátky István polgármester a város közönsége nevében átvette az emlékszobrot.
A szobor – mondotta Krátky – évszázadokon át fogja hirdetni a húszas honvédek önfeláldozó hazaszeretetet, kötelességtudását és halált megvető hősiességét, Nagykanizsa városa közvetlenül érzi a trianoni megcsonkítás fojtogató hatásait és ökölbe szorult kézzel, megnyugodni nem tudó magyar lélekkel tekint erre az emlékműre.
Ezután a szobor megkoszorúzása következett. József királyi herceg koszorúját a maga és a Magyar Tudományos Akadémia nevében e szavak kíséreteben tette le: "Minden percben kész vagyok mint Ti, életemet és véremet a szent hazáért áldozni.
Utána Krátky István polgármester, báró Szurmay István altábornagy és még számosan helyezték el koszorúikat a szobor talapzatara. József királyi herceg előtt ezután díszmenetben elvonultak a helyőrség, a volt húszas honvédek, utolsó ezredparancsnokuk Sipnyewsky György ny. altábornagy vezetésével, a különböző egyesültek, iskolák és leventék.
Délben díszebéd volt, amelyen Gyömörey György főispán a kormányzóra, Krátky István polgármester pedig József királyi hercegre ürítette poharát. A közönség percekig ünnepelte a királyi herceget, aki megköszönve az üdvözlést Nagykanizsa városára, a húszas honvédekre és azok utódjára, a mostani nagykanizsai honvédekre emelte poharát.József királyi herceg délután autón eltávozott Nagykanizsáról. Este a pécsi nemzeti színház Nagykanizsán szereplő társulata díszelőadásban a Bánk Bánt adta elő."